# Modellwerft
Die Modellwerft (Eigenschreibweise ModellWerft) ist eine monatlich erscheinende deutschsprachige Fachzeitschrift für den Schiffsmodellbau. Sie wird vom Verlag für Technik und Handwerk neue Medien (VTH) in Baden-Baden herausgegeben.

## Geschichte
Im Jahre 1977 startete der Maritim-Verlag in Wolfsburg 1977 mit der Modellwerft auf dem deutschen Zeitschriftenmarkt. Inhaltlich wurde die Bandbreite des Schiffsmodellbaus abgebildet. Neben Modelltests von aktuellen Modellbaukästen stand dabei stets der Eigenbau unterschiedlichster Schiffsmodelle im Vordergrund. Abgerundet wurde jede Ausgabe durch Tipps & Tricks aus der Modellbaupraxis, Reportagen von Schiffsmodellveranstaltungen und Schiffsporträts von Vorbildschiffen.
1985 wurde der Erscheinungsrhythmus der ModellWerft von sechs auf zwölf Ausgaben pro Jahr erhöht, zeitgleich konzipierte der Triton-Verlag von Helmut Harhaus den sechs Mal jährlich erscheinenden Schiffspropeller, der in direkter Konkurrenz zur ModellWerft stand. Bereits ein Jahr später übernahm der Verlag für Technik und Handwerk (VTH) aus Baden-Baden die verlegerische Verantwortung für den Schiffspropeller. Im Jahr 1989 erwarb der auf Publikationen im Modelleisenbahnbereich spezialisierte Miba-Verlag die Modellwerft. Anfang der 1990er Jahre wurde der Miba-Verlag in die Zeitungsgruppe WAZ (heute Funke Mediengruppe), zu der mittlerweile auch der VTH gehörte, integriert. Aufgrund der größeren inhaltlichen Nähe zum Produktportfolio des auf RC-Modellbau spezialisierten VTH ging die Verantwortung für die Modellwerft vom Miba-Verlag zum VTH. Hier verschmolz die Modellwerft 1996 mit dem Schiffspropeller, dessen Name in Form von Sonderpublikationen weiterlebte.
2012 ging der Verlag mit der Modellwerft an eine private Investorengruppe und firmiert unter Verlag für Technik und Handwerk neue Medien.

## Themen
Seit der ersten Ausgabe zeigt die Modellwerft die Palette des Schiffsmodellbaus. Neben ferngesteuerten RC-Fahrmodellen mit Elektro- oder Dampfantrieb, Segelschiffen und tauchfähigen U-Boot-Modellen geht es auch um Standmodelle aus dem Holz-, Plastik- und Kartonmodellbau. Die Modellwerft gibt Einblicke in sämtliche Bereiche des Schiffsmodellbaus, teilt Baupraxis- und Techniktipps von Modellbauern für Modellbauer und berichtet von den zahlreichen Schiffsmodellbauveranstaltungen im deutschsprachigen Raum und darüber hinaus. Die in jeder Ausgabe enthaltenen Schiffsporträts stellen die unterschiedlichsten Originalschiffe vor und zeigen für den Modellbauer hilfreiche Fotos von noch so kleinen Schiffsdetails.
Flankiert wird die Modellwerft durch Sonderhefte, Fachbücher und ein Bauplanprogramm. Zielgruppe sind alle Schiffsmodellbauer, vom Einsteiger bis zum Experten.